# 양투우타
양투우타는 야구에서 양손으로 던지고 오른손으로 치는 야구 선수를 가리키는 단어이다.

## 설명
양투우타로 있는 야구 선수는 프로야구에선 존재하지않는다. 양투우타인 경우는 내야수, 외야수, 투수의 역할을 모두 할 수 있지만 양투라는 것도 흔하지 않은 야구의 유형인데다가 우타자라면 좌타자에 비해 1루에서 거리가 멀어 좌타자라면 내야 안타가 될 수 있는 타구에 땅볼 아웃을 당할 수 있는 단점도 존재하기 때문이다. 이런 이유가 있어 양투우타로 활약하는 야구 선수는 프로야구에선 아직 없는 편이며 아마추어 야구나 사회인야구 등에서는 가끔 양투우타인 야구 선수도 나온다.

## 같이 보기
- 야구
- 타자
- 투수